# Свјежава
Свјежава (пољ. Świerzawa) град је у Пољској у Војводству доњошлеском. По подацима из 2012. године број становника у месту је био 2409.

## Становништво
| 2012. |
| ----- |
| 2.409 |